# Kosovo pole

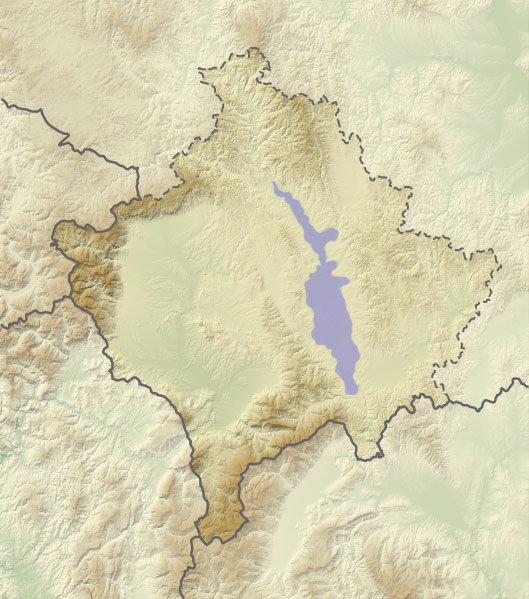
Přibližný rozsah Kosova pole

Kosovo pole (albánsky Fusha e Kosovës; srbsky Косово поље, romanizovaně: Kosovo polje) je velké krasové pole, které se nachází ve střední části Kosova. Je známo především tím, že se zde v roce 1389 konala bitva na Kosově poli mezi Balkánskou aliancí vedenou Lazarem Srbským a osmanskými armádami vedenými Muradem I.

## Geografie
Rozsáhlé krasové pole směřuje ve směru severozápad-jih.  Rovina se táhne od Mitrovice směrem k jihu a zahrnuje Obiliq, Fushë Kosovë (srbsky Kosovo Polje), které leží uprostřed, Lipjan a téměř až ke Kaçaniku. Oblast Kosova se táhne zhruba od Ferizaje po Vushtrri.
Leží v nadmořské výšce 500-600 m n. m.
V centrální části, na západě, se nachází údolí Drenica.

## Dějiny

### Středověk

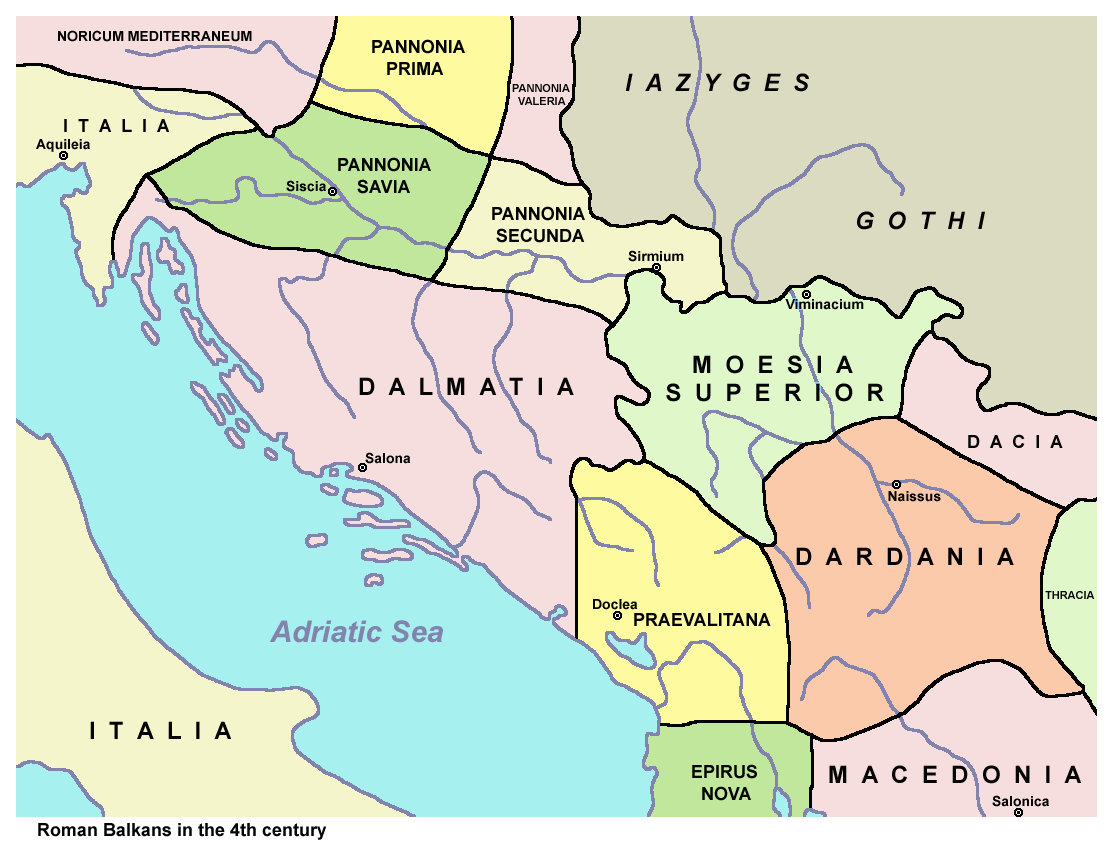
Kosovo pole bylo součástí provincie Dardania

Oblast byla hospodářským centrem rané Východořímské říše v provincii Dardánie. Praevalitana (oblast před údolím), provincie, která hraničila s Dardanií, byla pojmenována podle toho, že se nacházela přímo na západ od tohoto pole. Zmínka o poli se může objevit v raně křesťanském kultu Florus a Laurus ze 4. století n. l., který byl zaznamenán nejdříve až v 6. století n. l. V konstantinopolské zaznamenané verzi je zeměpisná poloha Ulpiany, což byla osada na Kosově poli, popsána řecky jako Eucharis Koilas (Milostivé údolí).

Rozmístění vojsk na Kosově poli během bitvy

Kosovo pole bylo místem bitvy na Kosově poli v červnu 1389, bitevní pole severozápadně od Prištiny, kde armáda vedená srbským knížetem Lazarem bojovala s osmanskou armádou. Právě podle tohoto pole a bitvy byl pojmenován region Kosovo, současné Kosovo a následně historický Kosovo Vilayet a jugoslávské Kosovo a Metohija. Po poli je pojmenováno i moderní město Fushë Kosovë.
Srbský vládce Stefan Lazarević (1389–1427) na památku svého otce vztyčil na poli mramorový sloup s nápisy. 
Druhá bitva na Kosově poli (1448) byla svedena mezi Osmanskou říší a Uherským královstvím.
Osmanský katastrální daňový census (defter) z roku 1455 v okrese Branković se uskutečnil na Kosovském poli, které je v části východního Kosova. 

### Moderní dějiny
V roce 1877 byl Osmanskou říší založen Kosovský vilájet.
Během první světové války se do listopadu 1915 srbská armáda stáhla na Kosovo pole, poté se pod útokem z obou stran armáda stáhla přes hory do Albánie. 